# Sechín
Sechín ou Sechin Alto é um grande conjunto arquitetônico do período formativo precoce do Peru antigo (2000-1500 a.C.). Ele está localizado na província de Casma na Região de Ancash , na margem esquerda do rio Sechin, a leste da cidade do mesmo nome. Está localizado próximo de outros sítios arqueológicos importantes, como Cerro Sechin (ou Sechín Stela) e Sechin Bajo.

## Estudos

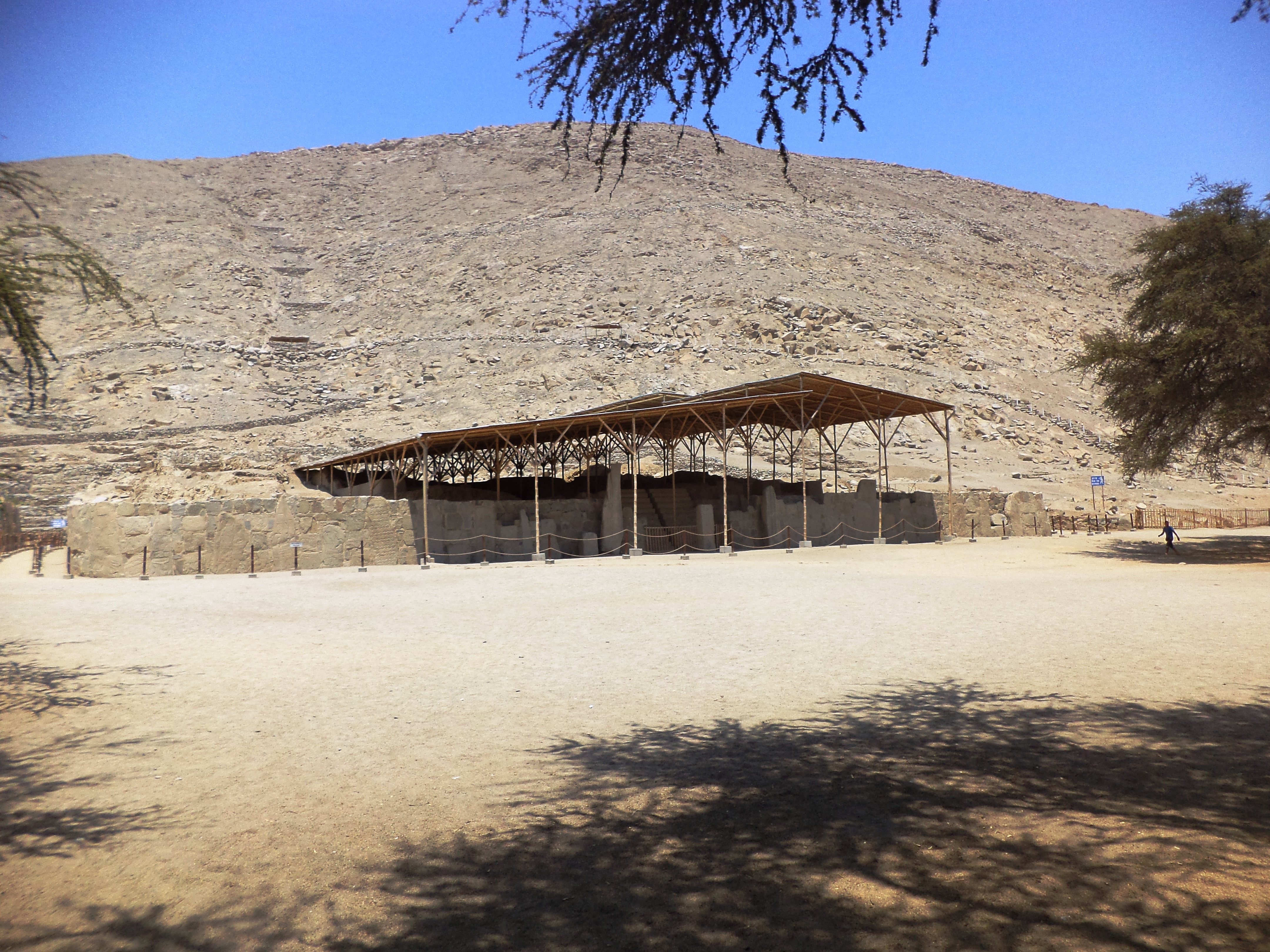
vista frontal do templo

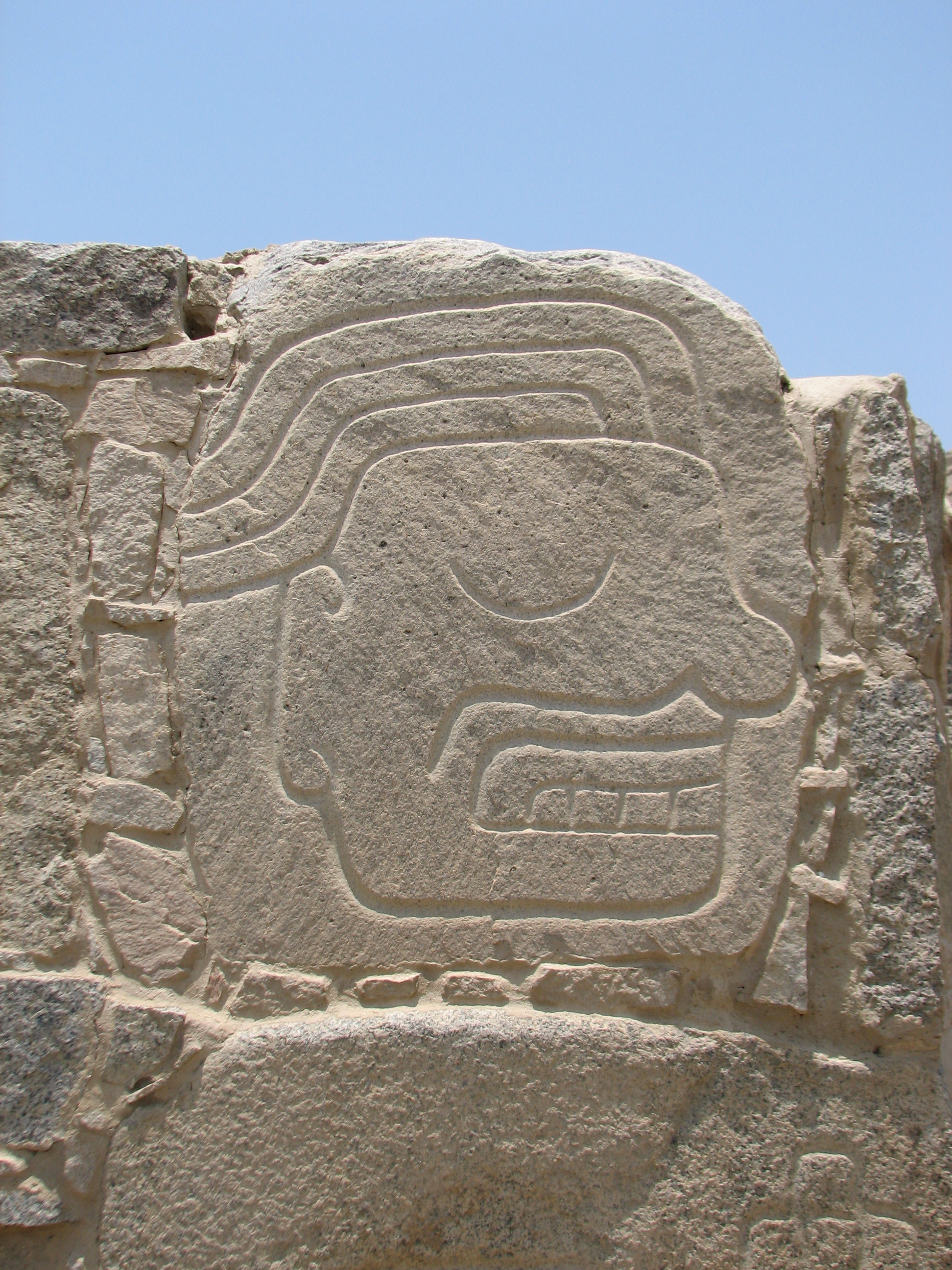
escultura em baixo relevo

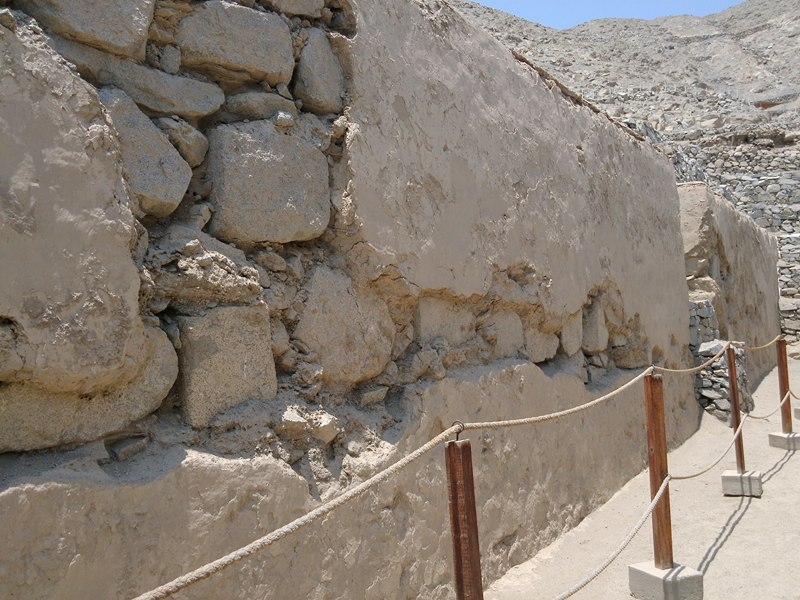
exemplo da construção das paredes com argamassa

O arqueólogo Julio C. Tello,  durante sua visita a do vale de Casma, em 1937 , foi o primeiro a fazer uma descrição detalhada deste sítio arqueológico, afirmando que era a maior estrutura arquitetônica não só do antigo Peru, mas de toda a América. Mais tarde, Sechín foi estudada pelos arqueólogos Rosa Fung Pineda e Carlos Williams  em 1979 e por Thomas e Shelia Pozorski  em 1987.

## Descrição
A estrutura principal, chamado de "Templo" tem uma forma piramidal. Media 300 metros de comprimento por 350 metros de largura e atingia uma altura de 35 metros.  Foi construído em aterros com paredes feitas por grandes pedras alternadas por outras menores e revestida com argamassa; em seu interior havia tijolos cônicos de adobe. Em frente deste "Templo" cinco canchas ou praças, algumas com areas circulares em um nível mais baixo, sem dúvida, tinham um caráter cerimonial. Todo este conjunto, orientado ao noroeste, estende-se por um espaço longo de cerca de 2 quilômetros de comprimento.
Em torno do conjunto haviam numerosas estruturas menores todas distribuídas ao longo dos eixos da composição principal. A estrutura era rodeada por áreas de culturas agrícolas que não foram estudados. O conjunto de Sechín  cobria uma área de 3 a 4 quilômetros quadrados, isto é, cinco vezes o tamanho de Caral , um dos maiores sítios do Período Arcaico , do período imediatamente anterior ao Formativo.
Possivelmente, era o centro administrativo da Cultura Sechin , compartilhando esse papel com o complexo arqueológico Mojeque também localizado no mesmo vale de Casma. 

## Área Monumental
Para evitar confusão, devemos diferenciar claramente os sítios que compartilham o nome de Sechin. Na frente de Sechin do outro lado do rio Sechin , esta localizado o complexo de Sechin Bajo, um sítio que foi escavado a partir dos anos 1980 e cuja camada mais profunda foi encontrada no ano de 2008, as ruínas de uma praça circular de pedra do Arcaico Tardio construída em  3.500 a.C.
O outro complexo chamado Sechin é sem dúvida o mais famoso, chamado Cerro Sechin ou Sechín de Stelas, localizado a sudoeste na mesma margem do rio. Ele é conhecido por seus altos muros de pedra com relevos representando "guerreiros-sacerdotes" e corpos mutilados; o conjunto arquitetônico data por volta de 2.000 a 1.500 a.C.  Os relevos de pedra são de sua fase final.